# Брадфорд (Іллінойс)
Брадфорд (англ. Bradford) — селище (англ. village) в США, в округах Старк і Бюро штату Іллінойс. Населення — 676 осіб (2020).

## Географія
Брадфорд розташований за координатами 41°10′38″ пн. ш. 89°39′30″ зх. д. / 41.17722° пн. ш. 89.65833° зх. д. (41.177181, -89.658213).  За даними Бюро перепису населення США в 2010 році селище мало площу 1,03 км², уся площа — суходіл.

## Демографія
Згідно з переписом 2010 року, у селищі мешкало 768 осіб у 290 домогосподарствах у складі 213 родин. Густота населення становила 744 особи/км².  Було 325 помешкань (315/км²).
Расовий склад населення:
| - 96,9 % — білих - 0,8 % — чорних або афроамериканців - 0,3 % — корінних американців - 1,0 % — осіб інших рас |

До двох чи більше рас належало 1,0 %. Частка іспаномовних становила 2,5 % від усіх жителів.
За віковим діапазоном населення розподілялося таким чином: 27,3 % — особи молодші 18 років, 53,8 % — особи у віці 18—64 років, 18,9 % — особи у віці 65 років та старші. Медіана віку мешканця становила 39,2 року. На 100 осіб жіночої статі у селищі припадало 89,2 чоловіків;  на 100 жінок у віці від 18 років та старших — 88,5 чоловіків також старших 18 років.
Середній дохід на одне домашнє господарство  становив 52 739 доларів США (медіана — 44 211), а середній дохід на одну сім'ю — 58 553 долари (медіана — 51 667). Медіана доходів становила 43 281 долар для чоловіків та 30 750 доларів для жінок. За межею бідності перебувало 11,5 % осіб, у тому числі 18,6 % дітей у віці до 18 років та 4,1 % осіб у віці 65 років та старших.
Цивільне працевлаштоване населення становило 314 особи. Основні галузі зайнятості: освіта, охорона здоров'я та соціальна допомога — 27,7 %, виробництво — 17,5 %, роздрібна торгівля — 14,3 %.